# 松本寺
松本寺（しょうほんじ）は岐阜県各務原市山脇町にある威徳観世音菩薩を本尊とする臨済宗妙心寺派（聖澤派長慶院下）の寺院で、山号を不動山とする。美濃新四国26番札所。

## 歴史
かつて北松本村に所在し、木曽川の洪水により流出した前身寺院を寛文2年（1662年）に下切村の日比野治郎左衛門が再興したものと伝わる。開山は少林寺2世の體道宜全。前身寺院についてくわしい資料は残されていない。享保8年（1723年）、少林寺8世盤山之辨を中興に戴く。昭和28年（1953年）頃より無住。
天保年間の釈迦涅槃像、江戸時代の達磨大師像および創建時の水寄桶が寺宝として伝わる。